# Приморский канал
Приморский (Зекенбургский) канал (нем. Seckenburger Kanal) — канал в Калининградской области. Вход в канал находится у посёлка Головкино в 4,4 км от устья по правому берегу реки Немонин. Выход из канала находится в 6,4 км по левому берегу реки Матросовка. Длина канала составляет 5 км.
Канал входит в перечень водных путей РФ.

## История канала
Во второй половине XVII - начале XVIII века под руководством графини Луизы Катарины фон Трухзес было осуществлено строительство судоходных каналов между реками Гильге и Немонин. Изначально был построен 6-и километровый канал в районе Гросс Крисцанен (позднее Зекенбург, ещё позже Заповедное).
В 1833 году, в целях сокращения пути и спрямления фарватеров был вырыт 5-и километровый Зекенбургский канал.
В Восточной Пруссии Зекенбургский (ныне Приморский) канал считался (вкупе с современными Полесским и Немонинским каналами) частью водной системы Фридрихсгарбен.

## Данные водного реестра
По данным государственного водного реестра России относится к Балтийскому бассейновому округу, водохозяйственный участок реки — реки бассейна Балтийского моря в Калининградской области без рек Неман и Преголя, подбассейн у канала отсутствует. Относится к речному бассейну реки Неман и рекам бассейна Балтийского моря (российская часть в Калининградской области).
Код объекта в государственном водном реестре — 01010000322304300009866.